# Psychografia
Psychografia – metoda badania stylu życia ludności na podstawie sposobów spędzania wolnego czasu, zainteresowań (np. upodobania co do muzyki), osobowości. W badaniach dotyczących zachowań współczesnych konsumentów kryteria te coraz częściej zastępują tradycyjne już kategorie demograficzne (wieku, statusu społecznego, wykształcenia etc.). To pozwala na lepsze zbadanie zachowań rynkowych. Zamiast skupiać się na produkcie i szukać dla niego odpowiedniej grupy docelowej w wyraźnie zdefiniowanej grupie wiekowej i o określonej wysokości dochodów, bardziej efektywna okazuje się koncentracja na samym kliencie i jego upodobaniach. 